# Geneza (Star Trek: Generația următoare)
„Geneza” (titlu original: „Genesis”) este al 19-lea episod din al șaptelea sezon (și ultimul) al serialului TV american științifico-fantastic Star Trek: Generația următoare și al 171-lea episod în total. A avut premiera la 21 martie 1994.
Episodul a fost regizat de Gates McFadden după un scenariu de Brannon Braga. Acesta este primul și singurul episod regizat de Gates McFadden, interpreta dr-ului Beverly Crusher. 

## Prezentare
Un tratament medical de rutină creează din întâmplare un virus care îi face pe membrii echipajului de pe USS Enterprise să involueze, în timp ce Jean-Luc Picard și Data sunt plecați într-o misiune. 

## Actori ocazionali
- Dwight Schultz - Lt. Reginald Barclay
- Patti Yasutake - Nurse Alyssa Ogawa
- Carlos Ferro - Ensign Dern
- Majel Barrett - Enterprise Computer